# Regering-Delacroix II
De regering-Delacroix II (2 december 1919 - 20 november 1920) was een Belgische regering. Het was een coalitie van de Katholieke Partij (73 zetels), BWP (70 zetels) en de Liberale Partij (34 zetels). Ze volgde de regering-Delacroix I op, na de verkiezingen van 16 november 1919, en werd opgevolgd door de regering-Carton de Wiart nadat de verdeeldheid binnen de katholieken, het verzet tegen de eisen van de Vlamingen, de eis van de zesmaandendienst en het stakingsrecht van de socialisten, en de impopulariteit van Delacroix binnen zijn eigen partij, de regering fataal werd.

## Verloop
De verkiezingen van 1919, de eerste na de invoering van het Algemeen kiesrecht, verstoorden de politieke situatie: de katholieken verloren hun absolute meerderheid, de socialisten werden de tweede kracht in het land en de liberalen werden gedegradeerd tot de derde partij van het land.
De regering, geleid door de katholieke Léon Delacroix, werd weinig gesteund door de Katholieke Partij zelf: Delacroix werd te toegeeflijk geacht ten opzichte van de socialisten en stemde met hen in om vrouwen geen stemrecht te geven, terwijl zijn partij daar wel voor was. De katholieken waren echter verdeeld, zodat Delacroix bepaalde eisen van de Vlamingen steunde om de steun van een deel van rechts te krijgen: een wet tot invoering van het gebruik van het Nederlands in de Vlaamse gemeente- en provinciebesturen werd aldus op 6 augustus 1920 in de Kamer goedgekeurd, maar bleef in de Senaat geblokkeerd.
Nadat in maart 1920, in strijd met het Verdrag van Versailles, Duitse troepen naar het gedemilitariseerde Ruhrgebied waren gezonden, stuurde Frankrijk soldaten naar Frankfurt am Main. België, dat het verdrag wenste te handhaven, nam deel aan de Franse manoeuvres. De regering onderhandelde onmiddellijk over een militair akkoord met Frankrijk, wat de verontwaardiging van de Vlaamse socialisten en katholieken wekte, vooral omdat de inhoud van het akkoord niet openbaar werd gemaakt.
Na de stemming van de belangrijke dossiers, inzake het algemeen enkelvoudig stemrecht en de wet op taalgebruik, in de Kamer, kwam het in augustus 1920 tot een breuk met de liberalen. De directe aanleiding was de door de liberalen gewenste levering van munitie aan Polen, dat op dat ogenblik bedreigd werd door het Rode Leger.
Aangezien koning Albert I op staatsbezoek in Brazilië was, werd er afgesproken bij diens terugkeer het ontslag van de regering in te dienen. Minister Paul Hymans wenste daar echter niet op te wachten en nam onmiddellijk ontslag; zijn bevoegdheden werden overgenomen door premier Léon Delacroix. De regering, die dus al de facto ontslagnemend was, bood ten slotte formeel haar ontslag aan op 3 november 1920. De ontslagnemende regering werd op 20 november 1920 afgelost door de nieuwe regering-Carton de Wiart.

## Samenstelling
De regering-Delacroix II telde 12 ministers: 5 voor de Katholieke Partij, 4 voor de BWP en 3 voor de Liberale Partij.
De portefeuille Oorlog werd bij deze gelegenheid omgedoopt tot het minder agressieve Landsverdediging.
| Ambtsbekleder                          | Ambtsbekleder                        | Ambtsbekleder                             | Functie                                                 | Termijn                             | Partij            |
| -------------------------------------- | ------------------------------------ | ----------------------------------------- | ------------------------------------------------------- | ----------------------------------- | ----------------- |
|                                        |                                      | Léon Delacroix (1867-1929)                | Eerste Minister                                         | 2 december 1919 - 20 november 1920  | Katholieke Partij |
| Minister Financiën                     | 2 december 1919 - 20 november 1920   | Léon Delacroix (1867-1929)                |                                                         |                                     | Katholieke Partij |
| Minister ad interim Buitenlandse Zaken | 28 augustus 1920 - 20 november 1920  | Léon Delacroix (1867-1929)                |                                                         |                                     | Katholieke Partij |
|                                        |                                      | Emile Vandervelde (1866-1938)             | Minister Justitie                                       | 2 december 1919 - 20 november 1920  | BWP               |
|                                        |                                      | Paul Hymans (1865-1941)                   | Minister Buitenlandse Zaken                             | 2 december 1919 - 28 augustus 1920  | Liberale Partij   |
|                                        |                                      | Jules Renkin (1862-1934)                  | Minister Binnenlandse Zaken                             | 2 december 1919 - 2 juni 1920       | Katholieke Partij |
|                                        |                                      | Jules Destrée (1863-1936)                 | Minister Wetenschappen en Kunsten                       | 2 december 1919 - 20 november 1920  | BWP               |
|                                        |                                      | Albéric Ruzette (1866-1929)               | Minister Landbouw                                       | 2 december 1919 - 20 november 1920  | Katholieke Partij |
|                                        |                                      | Edward Anseele (1856-1938)                | Minister Openbare Werken                                | 2 december 1919 - 20 november 1920  | BWP               |
|                                        |                                      | Joseph Wauters (1875-1929)                | Minister Nijverheid, Arbeid en Bevoorrading             | 2 december 1919 - 20 november 1920  | BWP               |
|                                        |                                      | Prosper Poullet (1868-1937)               | Minister Spoorwegen, Zeewezen, Posterijen en Telegrafen | 2 december 1919 - 20 november 1920  | Katholieke Partij |
|                                        |                                      | Fulgence Masson (1854-1942)               | Minister Oorlog                                         | 2 december 1919 - 4 februari 1920   | Liberale Partij   |
|                                        |                                      | Louis Franck (1868-1937)                  | Minister Koloniën                                       | 2 december 1919 - 20 november 1920  | Liberale Partij   |
|                                        |                                      | Henri Jaspar (1870-1939)                  | Minister Economische Zaken                              | 2 december 1919 - 2 juni 1920       | Katholieke Partij |
| Minister Binnenlandse Zaken            | 2 juni 1920 - 20 november 1920       | Henri Jaspar (1870-1939)                  |                                                         |                                     | Katholieke Partij |
| Minister ad interim Landsverdediging   | 30 september 1920 - 20 november 1920 | Henri Jaspar (1870-1939)                  |                                                         |                                     | Katholieke Partij |
|                                        |                                      | Paul-Emile Janson (1872-1944)             | Minister Landsverdediging                               | 4 februari 1920 - 30 september 1920 | Liberale Partij   |
|                                        |                                      | Fernand de Wouters d'Oplinter (1868-1942) | Minister Economische Zaken                              | 2 juni 1920 - 20 november 1920      | Katholieke Partij |

### Herschikkingen
- Op 4 februari 1920 neemt Fulgence Masson (Liberale Partij) ontslag als minister van Landsverdediging en wordt opgevolgd door Paul-Emile Janson (Liberale Partij).
- Op 2 juni 1920 neemt Jules Renkin (Katholieke Partij) ontslag als minister van Binnenlandse Zaken en wordt opgevolgd door Henri Jaspar. Jaspar wordt op zijn beurt opgevolgd als minister van Economische Zaken door Fernand de Wouters d'Oplinter. Spanningen over de grondwetsherziening (artikel 47, algemeen enkelvoudig stemrecht) en de wet op het taalgebruik in bestuurszaken leidden tot het ontslag van Renkin.
- Op 28 augustus 1920 neemt Paul Hymans (Liberale Partij) ontslag als minister van Buitenlandse Zaken, door de weigering van de regering om de doorvoer van Franse wapens naar Polen (dat toen in oorlog was met de Sovjet-Unie) te aanvaarden. Hij wordt ad interim opgevolgd door premier Léon Delacroix.